# Magic Hour
Magic Hour är popgruppen Scissor Sisters fjärde studioalbum som släpptes den 28 maj 2012. Första singeln från albumet är "Only the Horses", andra singeln är "Shady Love" tredje singeln är "Baby Come Home" och fjärde singeln är "Let's Have A Kiki".

## Låtlista
1. "Baby Come Home" - 3:00
2. "Keep Your Shoes On" - 2:51
3. "Inevitable" - 3:53
4. "Only the Horses" - 3:38
5. "Year of Living Dangerously" - 3:52
6. "Let's Have a Kiki" - 3:49
7. "Shady Love" - 3:56
8. "San Luis Obispo" - 3:47
9. "Self Control" - 3:12
10. "Best in Me" - 3:44
11. "The Secret Life of Letters" - 3:48
12. "Somewhere" - 3:41
Bonuslåtar
13. "Ms. Matronic's Magic Message"
14. "Fuck Yeah"
15. "Let's Have A Kiki" (Dj Nita Remix)
16. "Fuck Yeah" (Seamus Haji Remix)